# لاين
لاين (بالإنجليزية: LINE)‏ برنامج تراسل فوري احتكاري لأجهزة الكمبيوتر والهواتف المحمولة، يسمح البرنامج للمستخدمين بإرسال الصور ومقاطع الفيديو والوجوه التعبيرية والملصقات بالإضافة إلى السماح بالمكالمات المجانية عبر الإنترنت (VoIP).
في 18 يناير 2013، وصل عدد مستخدمي البرنامج إلى 100 مليون مستخدم حول العالم وصُرِّح بأن البرنامج يكتسب 400 ألف مستخدم جديد يوميًا. وفي 1 مايو 2013، وصل عدد المستخدمين إلى 150 مليون. أصبح لاين أكبر شبكة اجتماعية في اليابان في عام 2013، مع أكثر من 300 مليون مستخدم. وبحلول فبراير 2015 كان عدد مستخدميه 600 مليون.

## المميّزات
- تعدد المنصات
- مزامنة اختيارية لدفتر جهات الاتصال
- تأكيدات فورية عند إرسال ووصول الرسائل
- مشاركة الصور والفيديو والموسيقا والمزيد مع الناس
- مشاركة الموقع
- إرسال الإيموجي والملصقات (الستكرز) والرموز التعبيرية مع الأصدقاء
- إنشاء المجموعات
- إضافة الأصدقاء عن طريق الكيو آر كود
- إضافة الأصدقاء عن طريق الإن إف سي
- نافذة منبثقة للرسائل
- صفحة شخصية وخط زمني

## وصلات خارجية
- لاين على موقع Google Play (الإنجليزية)
- الموقع الرسمي